# Kobato
Kobato (こばと) är en av den japanska manga-tecknargruppen CLAMPs pågående serier. Den började ges ut i tidningen Monthly Sunday Gene-X år 2005. Sju kapitel gavs ut under titeln Kobato ("Temporary"), men i slutet av året avbröts produktionen. Serien återvände i november 2006, då den istället började ges ut i tidningen Newtype. CLAMP hade då beslutat sig för att starta om serien från en annan tidpunkt. Senare fortsätter dock historien från den punkt där den tidigare avbröts. 

## Handling
Kobato handlar om en ung flicka, Hanato Kobato. Hon är godhjärtad och gladlynt, men synnerligen naiv, och vet inte särskilt mycket om hur världen fungerar. Därtill är hon en ganska mystisk karaktär, och allt vi får veta om henne till en början är att hon har ett mycket viktigt uppdrag - att fylla en särskild flaska med lidande från andra människors hjärtan. Om hon gör det kommer hon en dag att kunna ta sig till ett särskilt ställe. Till sin hjälp har hon Ioryogi, en underlig varelse som mest liknar en uppstoppad leksakshund. Ioryogi har dåligt humör och blir ofta arg på Kobato för att hon uppträder så klumpigt, men han hjälper henne i hennes försök att fylla sin flaska, och har i själva verket mycket imponerande krafter. 
En annan karaktär är Fujimoto Kiyokazu, en ung man som jobbar på samma förskola som Kobato. Till en början agerar han mycket misstänksamt mot flickan, men efterhand verkar han bli mer och mer fäst vid henne, även om han inte vill erkänna det.
Okiura Sayaka är lärare på förskolan där Kobato arbetar. Hon är Fujimotos barndomsvän, och de båda står varandra mycket nära. 
Senare dyker en rad andra personer också upp i serien. Många av dem är karaktärer från tidigare CLAMP-serier, bland annat Mihara Chitose och Ueda Hiroyasu från Chobits. Den som har ögonen med sig kan också hitta små cameos från serier som Legal Drug och xxxHolic.